# Eupogonesthes xenicus
Eupogonesthes xenicus är en fiskart som beskrevs av Nikolai V. Parin och Borodulina, 1993. Eupogonesthes xenicus ingår i släktet Eupogonesthes och familjen Stomiidae. Inga underarter finns listade i Catalogue of Life.